# 杉田成卿

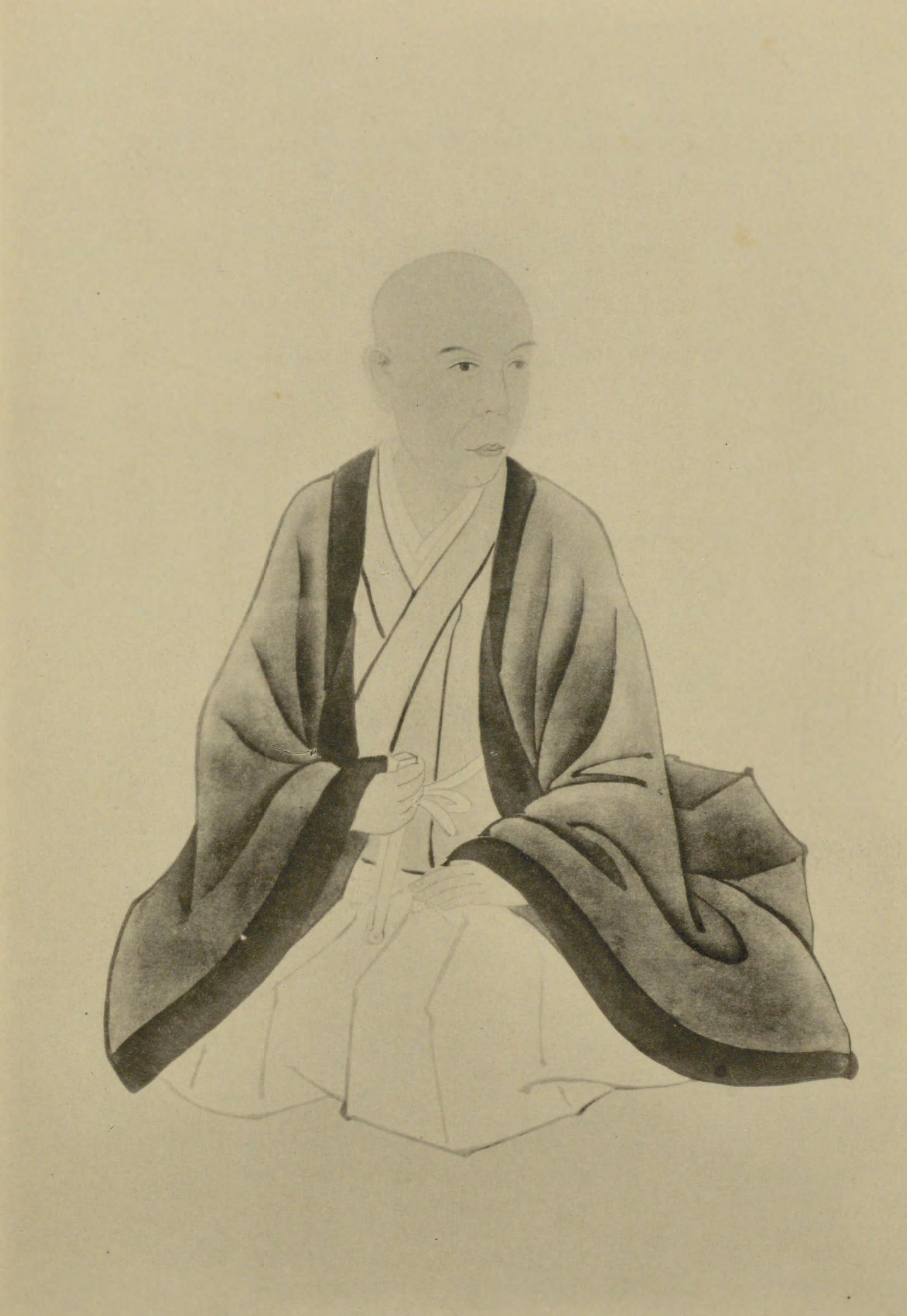
藤浪剛一『医家先哲肖像集』より杉田成卿

杉田 成卿（すぎた せいけい、文化14年11月11日〈1817年12月18日〉 - 安政6年2月19日〈1859年3月23日〉）は、江戸時代・幕末期の蘭学者。諱は信、成卿は字。号を梅里、または天真楼と称する。杉田玄白の孫。

## 略伝
杉田玄白の次男・杉田立卿の子として江戸浜町に生まれる。幼時より学業に優れ、儒学を萩原緑野、蘭書を名倉五三郎などに学ぶ。20歳の時から坪井信道に蘭学を学び、人格的にも深い感化を受けた。1840年に天文台訳員に任命され、1843年に老中・水野忠邦の命でオランダの政治書（国憲）を翻訳したが、水野の失脚によりこの書は日の目を見ないことになった。同じ年に『海上砲術全書』を訳述している。
1844年にオランダ国王から幕府に開国を勧めた親書を翻訳。1845年には父のあとをついで若狭国小浜藩主の侍医となる。1853年のペリー来航の際はアメリカ大統領からの国書を翻訳。翌年、天文台役員の職を辞し、主として砲術書などの訳述に従い、1856年には蕃書調所の教授に迎えられた。本格的蘭和辞典の編纂などに力を尽くしたが、生まれつきの病弱に加え心労により43歳で逝去する。
辞世は「死にたくもまた生きたくもなしの花 ちるもちらぬも風にまかせて」であった。

## 成卿の人物
成卿の生前を知る人々（大槻如電、福澤諭吉）の伝承によると、神経が鋭敏に過ぎ、ふさぎ込んで考えこむ癖があったという。名利にうとく世俗の妥協を嫌い、謙虚ではあるが他人にも厳しく、穏やかというよりは狷介不羈に近かったと言える。成卿の門人に橋本左内がいたために、国家の安危にも関心を示すようになっていたが、シーボルト事件以来の蘭学者への迫害、さらに蘭学者自体の堕落が成卿の憂鬱を深めたものと推察できる。

## エピソード
佐久間象山は杉田にオランダ語を習った。

## 家族
- 祖父・杉田玄白
- 父・杉田立卿（1785-1845） - 玄白と後妻・伊與の子
- 長女・縫 - 入婿の杉田廉卿と1870年に死別し、ニューヨーク領事官だった富田鉄之助と1874年に再婚。その際、福沢諭吉を媒酌人、森有礼を証人とし、「夫は妻を愛し支え、妻は夫を愛して助ける」旨を記した結婚契約書を交換した。
- 二女・継（1851-1910） - 8歳で父を失い、姉夫婦の下で育つ。1869年に乙骨太郎乙に嫁ぐ。
- 三女・結
- 義弟・杉田玄端 - 立卿に入門し、請われて立卿の猶子となり、成卿の弟となる。のち杉田家本家の白玄（杉田伯元の子）の養子となり宗家を継いだ。[2]

## 著作と翻訳
- 『治痘真訣』
- 『済生三方』
- 『済生備考』（聴胸器用法略記をふくむ）
- 『増補海軍砲術全書』
- 『砲術訓蒙』
- 『野砲演習式』
- 『山砲略説』（小関高彦の名）
- 『万宝玉手箱』
- 『洋砲試験表』（山口菅山撰）
- 『医戒』
- 『内翳手術』
- 『解剖小式』
- 『理家必読』
- 『熕砲要法』
- 『行軍必携』
- 『梅里雑抄』
- 『荷蘭語林集解』（立卿撰・成卿補）
- 『海上炮術全書』（父の立卿らと共訳）
- 『軍用火箭考』（箕作阮甫と共訳）